# サン＝ミシェル＝シェフ＝シェフ
サン＝ミシェル＝シェフ＝シェフ （Saint-Michel-Chef-Chef）は、フランス、ペイ・ド・ラ・ロワール地域圏、ロワール＝アトランティック県のコミューン。

## 地理

県におけるサン＝ミシェル＝シュフ＝シュフの位置

コミューンは歴史的にブルターニュの一部である。伝統的な地方区分ではペイ・ド・レに、歴史的な地方区分ではペイ・ナンテに属する。
サン＝ミシェル＝シェフ＝シェフはコート・ド・ジャド（fr、ヒスイ海岸）に位置する。サン＝ナゼールの南17km、ナントの西50kmのところにある。カレ川、タロン川、ベルノ川が流れる。
コミューン内にある海水浴場タロン・プラージュは、数年前から現在までブルー・フラッグ（en）に認定されている。砂浜は徒歩で釣りにいける理想的な場所である。
1999年にINSEEがまとめたランキングによれば、サン＝ミシェル＝シェフ＝シェフはポルニク自治体間連合に属する偏りのない都市型コミューンである。

## 由来

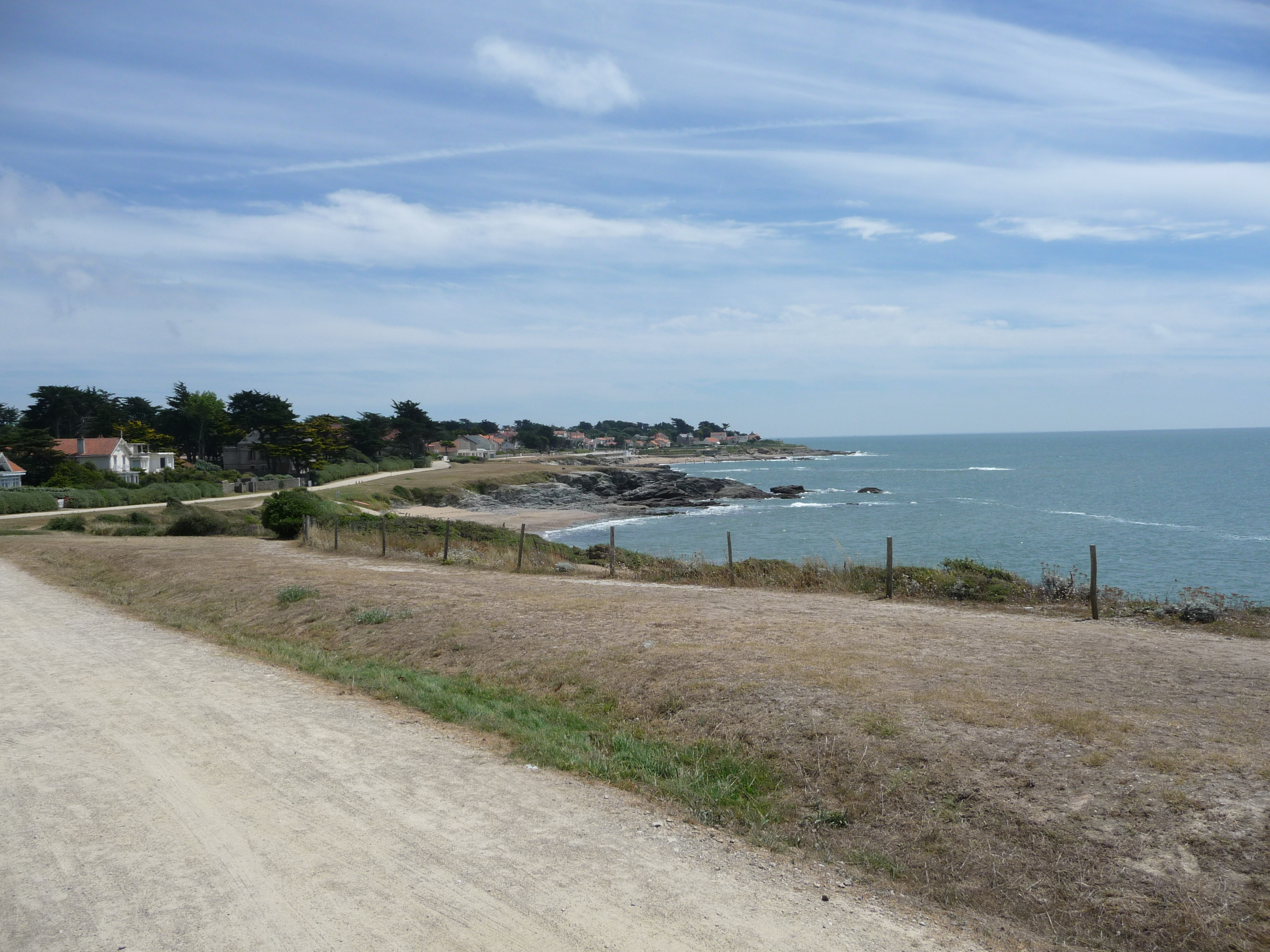
サン・ジルダス岬

サン＝ミシェル＝シェフ＝シェフの名の語源は議論の的となっている。古い名であるSaint-Michel-de-Cheveschéがひずんだものだとか、近くにあるサン・ジルダス岬の古い名で低ラテン語のTerra de Cheveschéから生じたとか、諸説がある。
Cheveschéとはかつて教会の用語で言及されていた、chevecier-chefの変形である。意味は教会の後陣を見張るもの、そして拡張によって宝物を守るもの、となる。修道院での収入を集めたこの宗教的権威（ここでの場合はポルニクのサント・マリー修道院を宗教的権威とみなす）は、首長権の中の1つであった。
大天使ミカエルを意味するSaint-Michelについては、単に地名としてフランス国内で一般的であること思い出してほしい。この名は、かつてケルト神話の神Lugに奉献された場所に由来する。Lugはリヨンの古名ルグドゥヌム（Lugdunum）と同名である。Lugをメルクリウスの分身としてローマ人は解釈していた。こうした結びつきの最も顕著な例は、ヴァンデ県のサン・ミシェル・モン・メルキュール（Saint-Michel-Mont-Mercure）である。

## 歴史
ガティノー池の場所には新石器時代の陶器の窯が、そしてルスルリーの森の近くから北に向かって複数のメンヒルが見つかっている。
4世紀のサン＝ミシェルはハンセン病患者の収容施設があったと報告されている。
サン＝ミシェル＝シェフ＝シェフは代官領の一部、男爵領の一部、そして最終的にはレ公爵領となった。1104年頃、ガルシール・ド・レはアンジェのサン・セルジュ修道院に教会を献堂している。
1792年から1800年の、反キリスト教化時代には、コミューンの名はサブロン（Sablons）であった。
第二次世界大戦末期、ロワール＝アンフェリウール県（ロワール＝アトランティック県の旧名）は1944年8月に解放された一方で、サン＝ミシェル＝シェフ＝シェフはサン＝ナゼール・ポケットに立てこもるドイツ軍が占領する、ヴィレーヌ河口からポルニクに至る地域に含まれていた。解放は、ドイツ軍降伏から3日後の1945年5月11日に行われた。

## 人口統計
| 1962年 | 1968年 | 1975年 | 1982年 | 1990年 | 1999年 | 2007年 | 2012年 |
| ------ | ------ | ------ | ------ | ------ | ------ | ------ | ------ |
| 2106   | 2242   | 2447   | 2517   | 2663   | 3176   | 4103   | 4503   |

source=1999年までLdh/EHESS/Cassini、2004年以降INSEE